# IC 4436
IC 4436 је елиптична галаксија у сазвјежђу Волар која се налази на листи објеката дубоког неба у Индекс каталогу.
Деклинација објекта је + 26° 30' 15" а ректасцензија 14h 27m 58,2s. Привидна величина (магнитуда) објекта IC 4436 износи 13,9 а фотографска магнитуда 14,9. IC 4436 је још познат и под ознакама MCG 5-34-45, CGCG 163-54, PGC 51654.